# Bronopol
Bronopol (INN) is een tweewaardig alcohol. De IUPAC-naam ervan is 2-broom-2-nitro-1,3-propaandiol. Het is een bacteriedodende stof die vooral gebruikt wordt als conserveermiddel. In zuivere toestand komt het voor als kleurloze witte kristallen.

## Toepassing
Bronopol werd oorspronkelijk gebruikt als bewaarmiddel in geneesmiddelen. De lage toxiciteit ervan (bij de gebruikte, lage concentraties: vaak is 0,0025 volumeprocent of 25 ppm reeds voldoende) en de grote activiteit tegen bacteriën zorgden ervoor dat het ook aan veel andere producten toegevoegd werd om de groei van micro-organismen tegen te houden en zo de houdbaarheid te verlengen, waaronder boorolie, cosmetische producten (bv. zonnebrandcrèmes, shampoos, hairconditioners), zeep en verf.
Het gebruik van bronopol (INCI-naam: 2-bromo-2-nitropropane-1,3-diol) in cosmetische producten is wel verminderd, omdat bronopol een "formaldehydereleaser" of formaldehydedonor is, die bij ontbinding formaldehyde vrijgeeft. Deze ontbinding verloopt sneller onder invloed van warmte en licht. Formaldehyde heeft goede antimicrobiële eigenschappen, maar kan tevens aanleiding geven tot allergische reacties en huidirritaties. Bovendien is formaldehyde carcinogeen voor de mens. Een andere reden is dat bronopol kan leiden tot de vorming van nitrosaminen.
Een weinig (ca. 0,01 vol.%) bronopol wordt vaak toegevoegd aan melkmonsters om deze te stabiliseren voor analysedoeleinden. Bronopol doodt de bacteriën in de melk, die dan langer (tot een week) een constante samenstelling behoudt, zonder warmtebehandeling (ze mag dan niet aan hitte blootgesteld worden).
Bronopol wordt in veel industriële koelwater- en waterbehandelingssystemen ingezet om slijmvorming en daarmee verbonden corrosie te verhinderen.
Bronopol wordt ook gebruikt tegen mijten en is het hulpbestanddeel van sommige vloeibare gootsteenontstoppers.
Merknamen zijn o.a. Bronosol en Onyxide 500.

## Toxicologie en veiligheid
Bronopol is irriterend voor de ogen, de huid en de luchtwegen. Herhaald of langdurig contact ermee kan de huid gevoelig maken.
Bij verhitting of verbranding ontleedt het, waarbij giftige of corrosieve dampen vrijkomen, onder meer waterstofbromide en stikstofoxiden.
Bronopol is zeer giftig voor waterorganismen.

## Europese Unie
Voor de Europese biocidenrichtlijn (Richtlijn 98/8/EG), is bronopol een bestaande werkzame stof; dit wil zeggen dat ze vóór 14 mei 2000 op de markt was. In het kader van een tienjarig systematisch beoordelingsprogramma van deze bestaande werkzame stoffen (periode 2000-2010), moet bronopol onderzocht worden voor wat betreft de risico's voor mens en milieu met het oog op een eventuele opname in de lijst van toegelaten biociden, en dit voor de productsoorten 1, 2, 3, 4, 6, 7, 9, 10, 11, 12, 13 en 22 (rapporterende lidstaat is Spanje). Voor productsoorten 1, 3, 4 en 13 besloot de Europese Commissie in oktober 2008 om bronopol niet op te nemen.